# Frans Vogel
Geert Franciscus de  (Frans) Vogel (Groningen, 11 maart 1935 – Rotterdam, 19 februari 2016) was een Nederlands auteur, kunstenaar, collagist, en dichter, die woonde en werkte in Rotterdam.

## Levensloop
Frans Vogel was geboren in Groningen in 1935, en leefde sinds 1949 in Rotterdam. De eerste jaren aldaar bracht hij door in een jongenstehuis.
Begin jaren vijftig begon Vogel als corrector bij het landelijk katholiek dagblad De Maasbode. Hij schreef daar zijn eerste artikelen, maar richtte zich daarna op het schrijven van reclameteksten. Als beginnend dichter kwam hij in contact met Cornelis Bastiaan Vaandrager en Hans Sleutelaar, die in die tijd samen met Armando en Hans Verhagen de Nederlandse poot van het literaire tijdschrift Gard Sivik hadden opgezet.
Vogel was ook actief als fotomodel, en ontwikkelde zich als beeldend kunstenaar. Hij raakte geïnspireerd door het werk van Woody van Amen en Daan van Golden, en ontwierp zelf collages en maakte readymades.
Samen met Jules Deelder, Gerrit Lakmaaker en Cor Vaandrager was Frans Vogel decennialang de "junkie-romantische, rauwe smoel... van de Rotterdamse kunstenaarsscene." Met name in de jaren tachtig zorgden zij nogal eens voor wat tumult.
Volgens collega-dichter Rien Vroegindeweij viel Vogel te karakteriseren als "bastaard, don juan, copywriter, medium, medemens, zwerver, querulant, charlatan, fotomodel, kroegloper, blower, psycholoog, [en] dichter".
Na een kort ziekbed overleed Frans Vogel in 2016 op 80-jarige leeftijd.

## Frans Vogel Poëzieprijs
In 2017 werd de tweejaarlijkse Frans Vogel Poëzieprijs in het leven geroepen, bestemd voor een jonge dichter die getuigt van verwantschap – bewust of onbewust – met Vogels dichterschap. Het prijzengeld bedraagt 1.500 euro plus een beeldje van kunstenaar Cor Kraat.

### Winnaars
- 2017 - Lilian Zielstra[8]
- 2019 - Dominique De Groen[9]
- 2021 - Daniël Vis[10]
- 2023 - Pelumi Adejumo

## Werk

### Exposities, een selectie
- 1979. Werk van Vogel, galerie Black Cat Rotterdam.[4]
- 1980. Maasstedelijke dichters-beeldende kunstenaars Jules Deelder, Frans Vogel, Rien Vroegindeweij en Hans Wap, galerie Black Cat Rotterdam.[11]
- 2015. Ken zó in Boijmans, GalerieWind Rotterdam.[2][12]

### Publicaties, een selectie
- Frans Vogel, Hoe Rotterdam de echte foto ontdekte : een ontwikkeling in kaart gebracht, Rotterdamse Kunststichting, 1982.
- Hans Rothmeijer en Frans Vogel, Meneer Pardoel, (Een Rotterdamse kastelein), Veen Uitgevers, 1987.
- Frans Vogel en Hans Citroen (redactie), Bye meneer Jamin : Met Een Teringrotgang Rotterdam Onderdoor, Black Cat Produktie, 1988[13]
- Frans Vogel, Geef mij maar de kerstman.  Colchoz Publishing Rotterdam, 1990.[14]
- Frans Vogel en Frédérique Spigt (illustrator), Een mini-bloemlezing uit de gedichten van Frans Vogel : Frederique Spigt tekent ervoor. Uitgeverij Douane, 2012.
- Frans Vogel, Van de straat – en of! : het beste van Frans Vogel, Studio Kers, 2017.

Publicaties over Frans Vogel
- Hansje de Reuver, Erik Brus, Pieter Kers (red.). Ken zó in Boijmans : Frans Vogel (80), Rotterdam : Studio Kers, 2015.